# Baloghia inophylla
Baloghia inophylla är en törelväxtart som först beskrevs av Johann Georg Adam Forster, och fick sitt nu gällande namn av Peter Shaw Green. Baloghia inophylla ingår i släktet Baloghia och familjen törelväxter. Inga underarter finns listade i Catalogue of Life.

## Bildgalleri

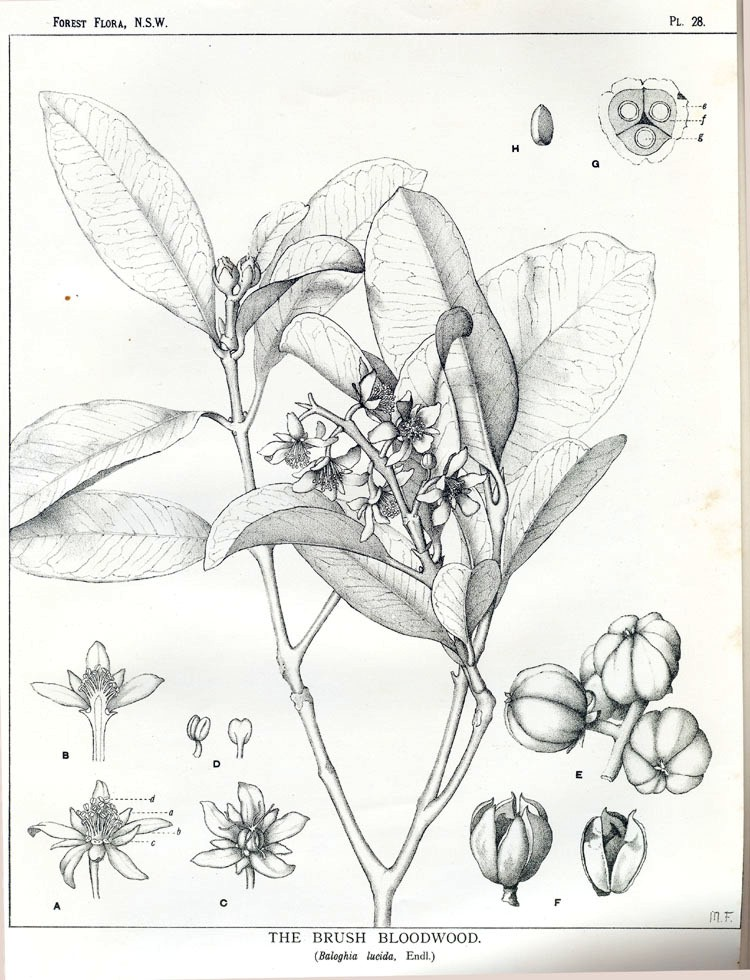